# Земство

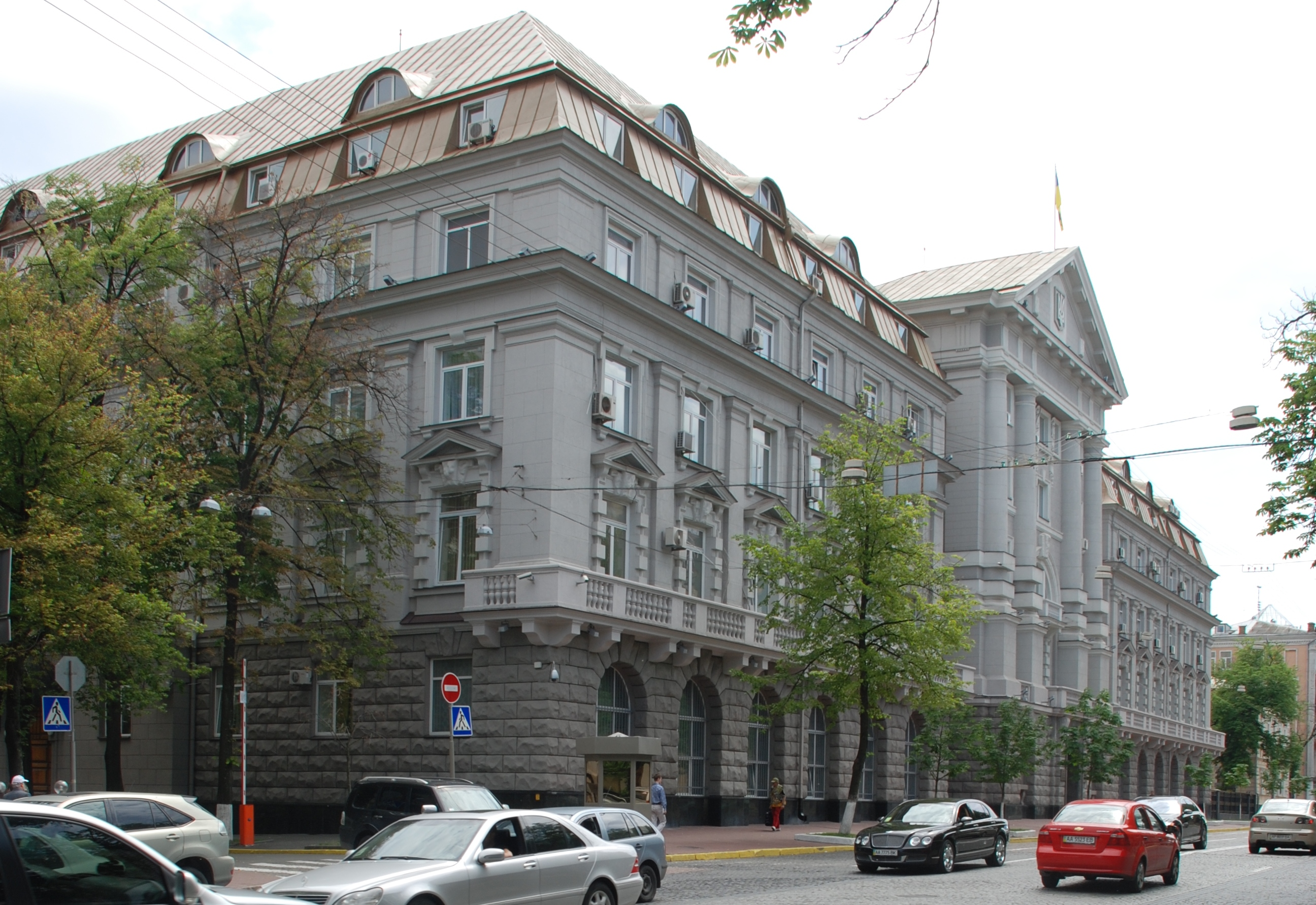
Будинок Київського губернського земства. Нині осідок СБУ

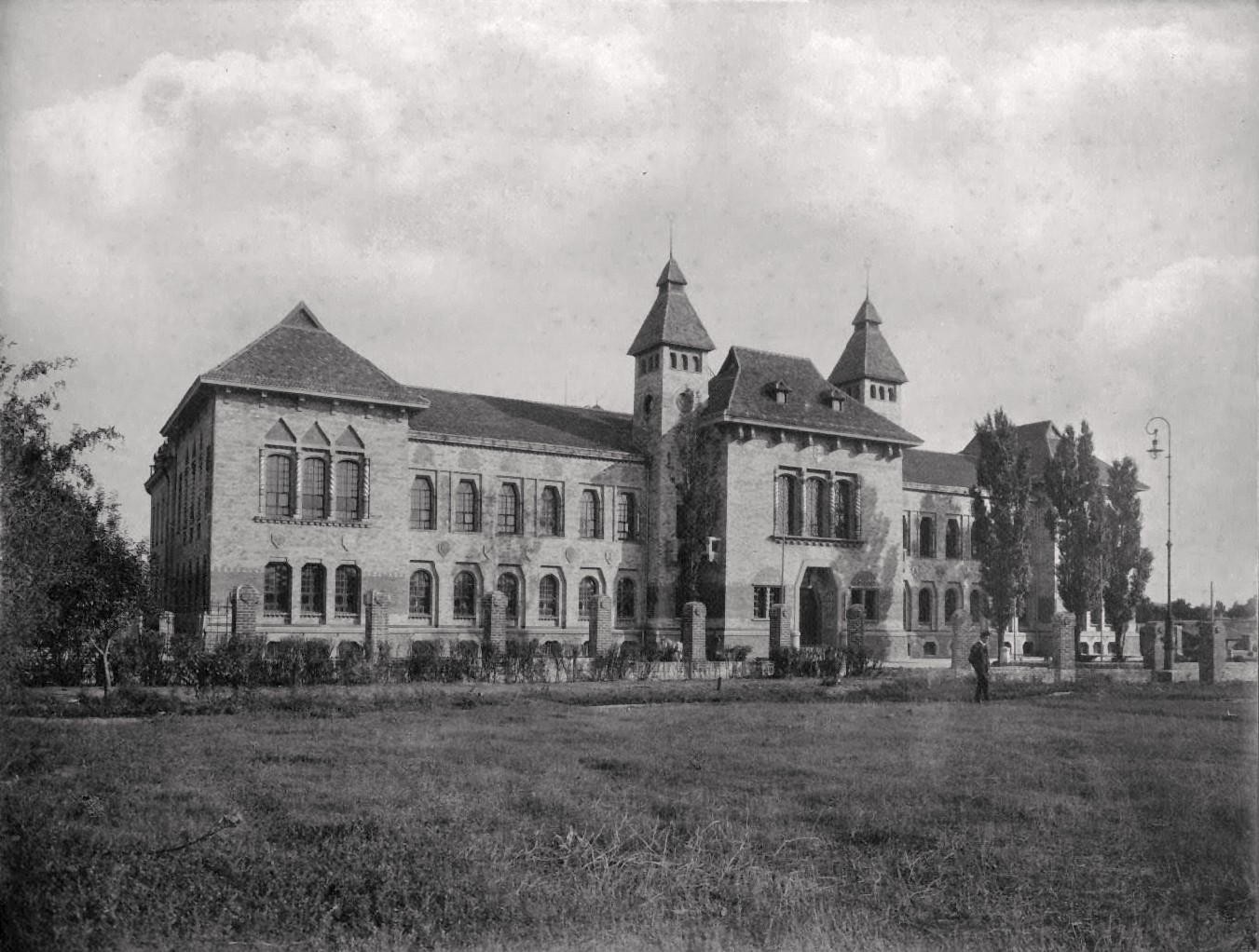
Кричевський Василь Григорович. Будинок Полтавського губернського земства. Початок 20 ст.

Сластіон Опанас Георгійович. Проєкт облицювання школи у Лохвицькому земстві. 1910

Зе́мства — виборні органи місцевого самоврядування (земські збори, земські управи) в Російській імперії та Російській Республіці (1917).

## Історія
Введені земською реформою 1864.
Завідували освітою, охороною здоров'я, будівництвом доріг тощо.
Перед Першою світовою війною (1914—1918) земства існували в 43 губерніях Європейської Росії.
Згідно з Законом Української Центральної Ради «Про зміну назв земських інституцій» від 19 грудня 1917 року всі земські збори отримали назви народних рад, земські управи — народних управ, решта земських установ — народних.
Земства були скасовані[де?] в 1918 році декретом Радянського уряду.